# Thomas Fairfax
Sir Thomas Fairfax (17 de janeiro de 1612 – 12 de novembro de 1671) foi um oficial do exército e político inglês que comandou o Novo Exército Modelo de 1645 a 1650, durante a Guerra Civil Inglesa. Por causa de seus cabelos escuros, ele era conhecido como "Black Tom" (Tom Negro) por suas tropas leais. Ele era o filho mais velho e herdeiro de Ferdinando Fairfax, 2º Lorde Fairfax de Cameron, (Lorde Fairfax) e sucedeu a esse título como 3º Lorde Fairfax em 1648, após a morte de seu pai, embora fosse geralmente conhecido como "Sir Thomas Fairfax" para diferenciá-los. Ele abraçou a profissão militar ainda jovem, servindo sob o comando de Horace Vere nos Países Baixos. Em 1637, casou-se com Anne, filha de Vere.
Fairfax foi chamado de volta ao serviço inglês em 1639 para a primeira das desastrosas Guerras dos Bispos do Rei Charles contra a Escócia. Quando essas derrotas levaram à eclosão da Guerra Civil em 1642, Lorde Fairfax declarou-se a favor do Parlamento e foi nomeado general das forças parlamentares no norte, com Sir Thomas como seu segundo em comando. Sir Thomas mais tarde se juntou ao exército mais forte da Associação Oriental do Parlamento, com o qual obteve várias vitórias significativas, notadamente a decisiva Batalha de Marston Moor. Em janeiro de 1645, quando o Parlamento "modelou novamente" seus exércitos, ele foi nomeado comandante-em-chefe, e sob sua liderança o Exército forçou a rendição do rei em 1646.
Quando as revoltas realistas eclodiram em 1648, Fairfax primeiro subjugou os insurgentes em Kent, depois sitiou Colchester, em Essex. Depois que os radicais do Exército e seus apoiadores no Parlamento propuseram em 1649 julgar o rei, Fairfax recusou-se a participar do julgamento e tentou evitar a execução. Em 1650, ele renunciou à sua comissão e se retirou para sua propriedade. Por volta de 1660, vendo a Inglaterra cair em disputas por poder entre facções rivais, ele apoiou o General George Monck em sua campanha que levou à restauração da monarquia sob o Rei Charles II. Pouco depois, ele se retirou novamente da vida pública até sua morte em 1671.

## Origens
Thomas Fairfax nasceu em uma família de Yorkshire com raízes que remontam ao século XIII. Seu avô, Thomas Fairfax, 1º Lorde Fairfax de Cameron (1560-1640), lutou sob o comando do Conde de Essex na defesa dos Países Baixos protestantes contra a Espanha. Seu neto Thomas nasceu em 17 de janeiro de 1612 em Denton Hall, Yorkshire, filho de Ferdinando Fairfax e sua primeira esposa, Mary, filha de Edmund Sheffield, 1º Conde de Mulgrave. Havia um irmão mais novo, Charles, nascido em 22 de março de 1614.
Ele foi educado no St John's College, Cambridge, matriculando-se aos 14 anos em 1626, e foi admitido no Gray's Inn para estudar direito em 26 de maio de 1628. No entanto, seu avô, o velho Lorde Thomas Fairfax, queria ver seu neto e homônimo seguir seus passos nas guerras pelo Protestantismo, e o jovem Thomas se juntou às forças de Horace Vere nos Países Baixos por volta de 1630.

Durante a Guerra dos Oitenta Anos, os Países Baixos tornaram-se uma escola militar para soldados britânicos. Em seus poucos anos de serviço lá, o jovem Thomas Fairfax conheceu muitos dos futuros comandantes da Guerra Civil, de todos os lados do conflito. Em sua chegada, ele participou do cerco de Bois-le-Duc. No entanto, Horace Vere se aposentou em 1632, após o cerco de Maastricht. Fairfax o havia impressionado o suficiente para que o velho general lhe desse sua filha Anne; eles se casaram em Hackney em 20 de junho de 1637. A filha deles, Mary, nasceu no ano seguinte, em 30 de julho.